# Allgemeiner Knappschaftsverein zu Bochum

Portal um 1914

Der Märkische Knappschaftsverein zu Bochum war eine berufsgenossenschaftliche Organisation in Bochum. Er bestand von 1890 bis 1923. Er war die größte Knappschaft in Deutschland. Das 1910 eröffnete Gebäude im Ehrenfeld wurde 1944 zerstört.
Der Märkische Knappschaftsverein mit Sitz in Bochum entstand 1770 aufgrund der Revidierten Kleve-Märkische Bergordnung von 1767. Als 1803 der Stift Essen, das Kloster Werden und die Herrschaft Broich an Preußen fielen, entstanden 1807 der Essen-Werdensche Knappschaftsverein und 1842 der Mülheimer Knappschaftsverein. Der Märkische Knappschaftsvereins hatte ab den 1870er Jahren sein Verwaltungsgebäude an der Victoriastraße 6 in Bochum (auf der Höhe des späteren Amtsgerichts). Im Jahr 1890 fusionierte der Märkische, Essen-Werdensche und Mülheimer Knappschaftsverein zum Allgemeinen Knappschaftsverein zu Bochum mit Sitz in Bochum. Ende November 1907 begannen bereits die ersten Bauarbeiten für das neue Gebäude im Stadtteil Ehrenfeld, am 18. Juni 1910 wurde das rund 110 Meter lange moderne Gebäude eingeweiht. 1923 wurden die Knappschaften zentralisiert über das Reichsknappschaftsgesetz, es wurde Sitz der Ruhrknappschaft. 1928 wurde der Anbau eingeweiht, da das Hauptgebäude bereits zu klein geworden war. Über die Wilhelm Stumpf Straße erfolgte eine Verbindung der Gebäudeteile im ersten und 2. Obergeschoss.
Das Gebäude hatte 1943 mehrere Bombentreffer erhalten; nach dem Angriff am 4. November 1944 brannte es teilweise aus. Es erfolgte ein Wiederaufbau der Gebäude, architektonisch in einfacherer Form. Die Wiedereröffnung erfolgte 1952.
Am 1. August 1969 wurde die Bundesknappschaft geschaffen mit Sitz in Bochum, seit dem 1. Oktober 2005 unter dem Namen „Deutschen Rentenversicherung Knappschaft-Bahn-See (KBS)“.